# Adelantamiento de Castilla
El Adelantamiento de Castilla fue una institución propia del Antiguo Régimen en la Corona de Castilla.

## El adelantamiento bajomedieval
Desde el siglo XIII los adelantados mayores se encargaban de llevar adelante una empresa pública de carácter judicial, militar y de gobierno por mandato del rey en un determinado territorio. A su lado aparecen los alcaldes, licenciados elegidos también por el rey que les apoyaban en los pleitos y suplían sus posibles carencias en materia de Derecho.
A finales del siglo XIV el puesto de adelantado se patrimonializa vinculándose a determinadas familias lo que le llevó a configurarse como un cargo honorífico y con beneficios económicos pero ya vacío de contenido mientras los alcaldes siguen manteniéndose en el ejercicio de su cargo de forma vitalicia.
Los adelantamientos no sobrevivirán a la Edad Moderna con la excepción de los de León y Castilla.

## El Adelantamiento de Castilla en la Edad Moderna

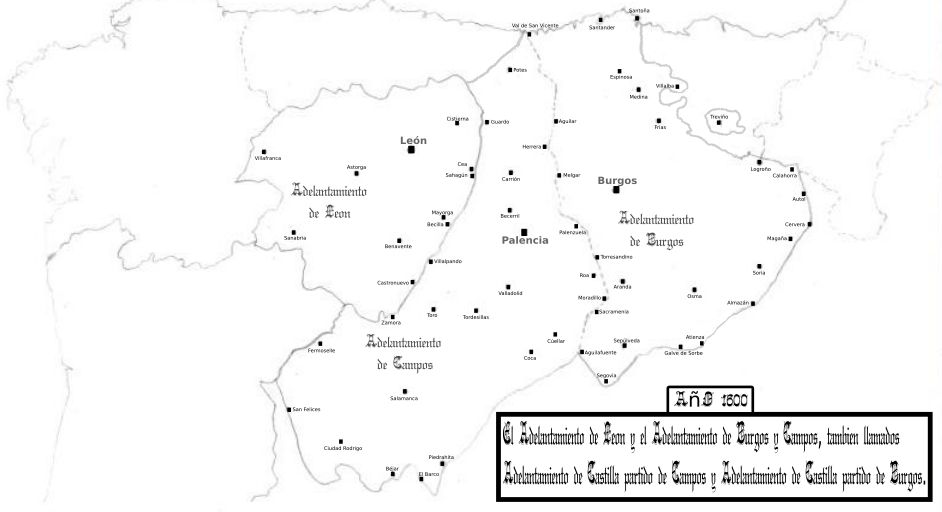
Adelantamientos de León, Castilla partido de Burgos y Castilla partido de Campos.

Las reformas de los Reyes Católicos reducen el número de alcaldes a uno por adelantamiento y lo convierten en un cargo temporal de un año normalmente prorrogable por otro o varios más. Se proyecta el poder de los monarcas sobre el territorio en León y en Castilla a través del oficio del alcalde mayor del adelantamiento, el cual añade a sus funciones judiciales las de gobierno que habían pertenecido a los adelantados mayores en el pasado. Eran letrados y debían disponer del título de bachiller, licenciado o doctor y su jurisdicción recaía sobre villas y lugares ya fueran realengas, abadengas, de señorío, de órdenes militares o de behetría. En tiempos de Felipe II los alcaldes mayores constituían «un freno para los señores».
El Adelantamiento de Castilla se divide en 1502 en dos partidos: el de Burgos y el de Campos.

### Partido de Burgos
Las sedes de su tribunal eran itinerantes a elección del alcalde mayor pero a raíz de la visita del licenciado Luján a finales del siglo XVI se establecieron los siguientes lugares de asiento de la audiencia del alcalde mayor del adelantamiento: primero en Arenzana de Abajo o Huércanos, segundo en Tardajos, Santibáñez o Celada del Camino, tercero en Ayllón, cuarto en Grañón o Belorado y quinto Fuentepinilla o Frexno.
Su jurisdicción abarcaba el territorio de la actuales provincias de Burgos, Ávila, Segovia, Soria y de parte de Cantabria y La Rioja.

### Partido de Campos
Las sedes de su tribunal eran itinerantes a elección del alcalde mayor pero a raíz de la visita del licenciado Luján a finales del siglo XVI se establecieron los siguientes lugares de asiento de la audiencia del alcalde mayor del adelantamiento: primero en Villalón de Campos o Cuenca de Campos, segundo en Palacios, tercero en Castronuño o alguna villa de su comarca, cuarto en Fuentes de Nava o Paredes de Nava y quinto en Torquemada, Villamediana u Osorno.
Su jurisdicción abarcaba el territorio de la actuales provincias de Palencia, Valladolid, Salamanca y el sur de la de Zamora y parte de Cantabria.

## Competencias
En el apartado de justicia era juez ordinario, actuando como juez de primera instancia, juez de apelación, defensor de la jurisdicción real y supervisor sobre la actuación de las justicias de los lugares, y juez de comisión.
En el apartado de gobierno ejercía la tutela del orden público, el cuidado de los bienes considerados como infraestructuras y de interés común y el control sobre algunas cuestiones de carácter económico.

## Agregación a los corregimientos
El alcalde mayor del Adelantamiento de Burgos fue agregado al Corregimiento de la ciudad de Burgos en 1643.
El alcalde mayor del Adelantamiento de Campos fue agregado al Corregimiento de la ciudad de Palencia en 1636.